# Gawn Ice Piedmont
Gawn Ice Piedmont är ett berg i Antarktis. Det ligger i Östantarktis. Nya Zeeland gör anspråk på området. Toppen på Gawn Ice Piedmont är 447 meter över havet.
Terrängen runt Gawn Ice Piedmont är kuperad. Trakten är obefolkad. Det finns inga samhällen i närheten.